# هم‌بازی (مجموعه تلویزیونی)
هم‌بازی نام مجموعه تلویزیونی در قالب کمدی-رومانتیک، محصول گروه فیلم و سریال شبکه دو سیما است که اولین قسمت آن در ۲۷ اسفند ۱۳۹۹ و به مناسبت نوروز ۱۴۰۰ و آخرین قسمت آن در ۲۴ فروردین ماه سال ۱۴۰۰ از همین شبکه با کارگردانی سروش محمدزاده پخش شد.

## بازیگران
| بازیگر            | شخصیت          |
| ----------------- | -------------- |
| دیبا زاهدی        | لیلا احتشام    |
| حسین مهری         | مهران رسولی    |
| کامران تفتی       | بهروز اخوان    |
| نیلوفر کوخانی     | آوا امجدی      |
| امیر کاظمی        | امید           |
| آتیلا پسیانی      | رضا امجدی      |
| همایون ارشادی     | اسفندیار رسولی |
| علی اوسیوند       | محمود رسولی    |
| علیرضا استادی     | عادل برجسته    |
| بهنام تشکر        | سهراب مشفق     |
| کمند امیرسلیمانی  | سیما           |
| رؤیا جاویدنیا     | شهره اخوان     |
| مریم مؤمن         | نوشین رستگار   |
| محیا دهقانی       | روشنا خلیلی    |
| ایمان صفا         | اشکان دلشاد    |
| خیام وقارکاشانی   | محسن           |
| پادینا کیانی      | پری، پروانه    |
| زهره نعیمی        | نرگس رسولی     |
| هانیه غلامی       | محیا غلامی     |
| مهتاب شیروانی     | کریمی          |
| پولاد مختاری      | احمد           |
| سیدمهدی مختاری    | پورمند         |
| محمدعلی انتظاریان | صابر           |
| محمد حیدری        | پیام رمضانلو   |
| محیا صدرزاده      | سپیده سعادتی   |
| محمد موحدنیا      | فرامرزی        |
| لیلی فرهادپور     | سودابه         |
| مختار سائقی       | دهقان          |

## جوایز و نامزدها
| سال  | رسانه                     | دسته‌بندی                          | نتیجه    |
| ---- | ------------------------- | --------------------------------- | -------- |
| ۱۴۰۰ | فناوری و تلویزیون دیجیتال | بهترین سریال تلویزیونی نوروز ۱۴۰۰ | نامزدشده |